# Verwaltungsgemeinschaft Willmering
Die Verwaltungsgemeinschaft Willmering im Oberpfälzer Landkreis Cham wurde im Zuge der Gemeindegebietsreform am 1. Mai 1978 gegründet. Ihr gehörten die Gemeinden Willmering, Pemfling und Waffenbrunn an. Mit Wirkung ab 1. Januar 1980 wurde die Gemeinde Pemfling entlassen und hat seither eine eigene Verwaltung. Zum 1. Januar 1998 wurde die Körperschaft, die zwischenzeitlich in „Verwaltungsgemeinschaft Waffenbrunn-Willmering“ umbenannt worden war, aufgelöst. Willmering und Waffenbrunn richteten mit gleichem Datum eigene Gemeindeverwaltungen ein.
Sitz der Verwaltungsgemeinschaft war Willmering.